# Ꚉ
Ꚉ, ꚉ (лигатура ДЗ) — буква расширенной кириллицы, созданная в 1844 году российским академиком финского происхождения Андреасом Шёгреном и впоследствии введённая в состав осетинской письменности, где просуществовала до перехода на латиницу в 1923 году (там ей стал соответствовать диграф dz); обозначала звук [d͡z]. При повторном переходе на кириллицу в 1938 году, была заменена диграфом дз.
Также использовалась в абхазском алфавите в версии М. Р. Завадского, где обозначала звук [d͡z].